# Liste der Orte im Kreis Kleve
Der Kreis Kleve gliedert sich in 16 Gemeinden mit folgenden Ortschaften:

## GemeindeBedburg-Hau
- Hasselt
- Hau
- Huisberden
- Louisendorf
- Qualburg
- Schneppenbaum
- Till-Moyland

## StadtEmmerich am Rhein
- Altstadt
- Borghees
- Dornick
- Elten
- Hüthum
- Klein-Netterden
- Leegmeer
- Praest
- Speelberg
- Vrasselt

## StadtGeldern
- Geldern
- Hartefeld
- Kapellen
- Lüllingen
- Pont
- Veert
- Vernum
- Walbeck

## StadtGoch
- Asperden
- Goch
- Hassum
- Hommersum
- Hülm
- Kessel
- Nierswalde
- Pfalzdorf

## GemeindeIssum
- Großholthuysen
- Hamsfeld
- Hochwald
- Issum
- Kleinholthuysen
- Lamerong
- Niederwald
- Oermten
- Sevelen
- Vorst
- Vrasselt

## StadtKalkar
- Altkalkar
- Appeldorn
- Bylerward
- Emmericher Eyland
- Grieth
- Hanselaer
- Hönnepel
- Kalkar
- Kehrum
- Neulouisendorf
- Niedermörmter
- Wissel
- Wisselward

## GemeindeKerken
- Aldekerk
- Baersdonk
- Eyll
- Nieukerk
- Poelyck
- Rahm
- Stenden (Kerken)
- Winternam

## StadtKevelaer
- Kervenheim/Kervendonk
- Kevelaer
- Twisteden
- Wetten
- Winnekendonk

## StadtKleve
- Bimmen
- Brienen
- Donsbrüggen
- Düffelward
- Griethausen
- Keeken
- Kellen
- Kleve
- Materborn
- Reichswalde
- Rindern
- Salmorth
- Schenkenschanz
- Warbeyen
- Wardhausen

## GemeindeKranenburg
- Frasselt
- Grafwegen
- Kranenburg
- Mehr
- Niel
- Nütterden
- Schottheide
- Wyler
- Zyfflich

## StadtRees
- Bienen
- Empel
- Haffen
- Haldern
- Mehr
- Millingen
- Rees

## GemeindeRheurdt
- Finkenberg
- Kengen
- Lind
- Neufeld
- Rheurdt
- Saelhuysen
- Schaephuysen

## StadtStraelen
- Auwel-Holt
- Boekholt
- Bormig
- Broekhuysen
- Brüxken
- Herongen
- Hetzert
- Kastanienburg
- Louisenburg
- Rieth
- Sang
- Straelen
- Vossum
- Westerbroek
- Zand

## GemeindeUedem
- Keppeln
- Uedem
- Uedemerbruch
- Uedemerfeld

## GemeindeWachtendonk
- Wachtendonk
- Wankum

## GemeindeWeeze
- Laarbruch
- Weeze
- Wemb